# Emanuela Canepa
Emanuela Canepa (Roma, 1967) è una scrittrice italiana.

## Biografia
Si laurea in Storia medievale a Roma II-Tor Vergata con Chiara Frugoni e Alessandro Barbero, e poi in Psicologia a Padova, dove vive dal 2000. Ha lavorato come bibliotecaria occupandosi di assessment presso la Scuola di Psicologia dell'Università di Padova fino al 2022.  
Ha pubblicato racconti su Cadillac, Il Rifugio dell'Ircocervo, Cattedrale, In Allarmata Radura.
Nel 2017 ha vinto la XXX edizione del premio Calvino con il romanzo L'animale femmina pubblicato da Einaudi  il 30 aprile del 2018. Nel 2020 è uscito il suo secondo romanzo, sempre per Einaudi, Insegnami la tempesta, seguito nel 2023 dal romanzo storico Resta con me, sorella.
Dal 2019 insegna scrittura creativa presso la Bottega di Narrazione di Giulio Mozzi. Dal 2022 collabora anche con il Master di Tecniche Narrative della Scuola Palomar fondata da Mattia Signorini.

## Premi
- Premio Italo Calvino  (2017)
- Premio Letterario Fondazione Megamark (2018) [8][1]
- Premio Anima della Confindustria (2018)[9][1]
- Premio per la Cultura Mediterranea - Fondazione Carical- Sezione Narrativa Giovani (2019)
- Premio Latisana per il Nord Est - Sezione Territorio (2019)
- Finalista al premio John Fante Opera Prima (2019)[10]
- Finalista al premio Severino Cesari Opera Prima (2019)[11]
- Premio Latisana per il Nord Est - Narrativa (2024)
- Finalista Premio Dolores Prato (2024)

## Romanzi
- L'animale femmina, Einaudi, 2018.
- Insegnami la tempesta, Einaudi, 2020.
- Quel che resta delle case, Tetra, 2022
- Resta con me, sorella, Einaudi, 2023

## Antologie
- Pink Ink. Scritture comiche molto femminili (a cura di Daniela Rossi, Zona, 2003)
- All'improvviso, in un giorno qualunque (Autori Vari, Perrone, 2011)
- Hotel Lagoverde (a cura di Gianluigi Bodi, LiberAria, 2021)
- La Parola e i racconti (Libreria Editrice Vaticana, 2022)